# Antonio Montucci
Antonio Montucci (Siena, 22 maggio 1762 – Siena, 5 marzo 1829) è stato un sinologo, letterato, editore e traduttore italiano.
È considerato uno dei più importanti sinologi europei della sua epoca.

## Biografia
Nato a Siena dall'ingegnere Giuseppe Montucci e da Marianna Buonfigli, figlia del pittore Antonio, rimase presto orfano di padre e venne educato in collegio. Nel 1785 conseguì la laurea in legge all'Università di Siena e iniziò a insegnare inglese presso il collegio Tolomei. L'anno seguente, trasferitosi a Firenze, conobbe Josiah Wedgwood jr, figlio dell'industriale inglese Josiah Wedgwood, che lo convinse a seguirlo in Inghilterra per insegnare italiano.
Nel 1789 si trasferì quindi in Inghilterra, dove fu docente di italiano presso alcune famiglie abbienti; tra i suoi allievi vi fu anche un giovane Francis Palgrave. Ebbe in questi anni una corrispondenza epistolare con Vittorio Alfieri. Pubblicò vari libri e saggi sulla lingua e la letteratura italiana, ma anche alcune traduzioni, come quella del Book of Common Prayer; a questo affiancò anche una florida attività editoriale a partire dal 1805, pubblicando i classici italiani.
Con una grande propensione alle lingue straniere (fu definito da Louis Gabriel Michaud come «posseduto dal demone della poliglottomania»), si interessò presto alla cultura cinese. Nel 1793 entrò in contatto con due studiosi cinesi del collegio dei cinesi di Napoli, giunti a Londra per l'organizzazione della prima missione diplomatica britannica in Cina di lord George Macartney, il quale necessitava di traduttori, e praticò con loro la lingua, ricevendo in dono anche il dizionario Zhengzitong, che lo convinse allo studio della sinologia.
A Berlino, dove nel frattempo si era trasferito, pubblicò nel 1808 il De studiis Sinicis. Tentò in tutti modi di farsi sovvenzionare la realizzazione di un dizionario di cinese, un'opera che necessitava lungo tempo e studio, e che lo vide scontrarsi con eminenti sinologi quali Joseph Hager, Chrétien Louis Joseph de Guignes e Robert Morrison. Nel 1819 si trasferì in Sassonia, presso la corte di Federico Augusto I. Abbandonata ogni speranza di terminare un proprio dizionario, vendette tutta la sua collezione di libri e caratteri cinesi di stampa al papa Leone XII (la collezione è conservata nei fondi Borgiano cinese e Borgiano latino della Biblioteca apostolica vaticana).
Nel 1827 tornò nella sua natia Siena dopo più di quarant'anni di assenza dall'Italia. Vi morì il 5 marzo 1829 e fu sepolto nella chiesa dell'Abbondio. Sposato con Henrietta Canton, figlia del fisico inglese John, ebbe un figlio, Enrico, nato a Berlino nel 1808.